# Teo Jung
Theodor Karl August Heinrich Jung (Meckenheim, Renània, 21 de desembre de 1892 - La Haia, 12 de maig de 1986) va ser un periodista i esperantista alemany i neerlandés. Va ser l'editor de l'Heroldo de Esperanto durant 41 anys.

## Biografia
Teo (o Theo) Jung va néixer en una família humil a la localitat de Meckenheim, a prop de Bonn. Als 15 anys va haver de deixar els estudis i va començar a treballar a la impremta del seu pare, que editava el diari local Mackenheimer Zeitung. Va aprendre la llengua auxiliar internacional esperanto el 1909. De seguida va fundar dos grups esperantistes i va es va convertir en professor d'aquesta llengua. El 1919 va començar a editar Progreso, l'òrgan mensual de la lliga esperantista de Renània-Westfàlia. L'any següent fundaria la que seria la seva publicació més coneguda: l'Heroldo de Esperanto.
Durant els anys d'entreguerres va treballar per crear ponts de diàleg entre els partidaris dels diferents projectes de llengua internacional, com l'esperanto o l'ido. Posteriorment ho faria entre les diferents faccions del moviment esperantista per tal de crear una Associació Mundial d'Esperanto ampliada. Durant diversos anys va treballar en un projecte de "llengua ideal" global, tema que surt a la seva novel·la Lando de L'Fantazio i a la que dedica un capítol de la seva autobiografia.
Durant tota la seva vida va escriure nombrosos articles, poemes i dibuixos en alemany i en esperanto.
Va ser amic de Baldomero Zapater i de Julio Baghy.

## L'Heroldo de Esperanto
Teo Jung va fundar el 1920 a Colònia aquesta publicació en esperanto i en va ser l'editor fins al 1961, publicant un total de 1330 números. Entre 1920 i 1925 portava per títol Esperanto Triumfonta. Fins a la Segona Guerra Mundial va aparèixer setmanalment a excepció del congrés mundial d'esperanto de 1933 celebrat precisament a Colònia, durant el qual es va publicar diàriament. El 1936 les autoritats nazis van confiscar les seves premses i Jung i la seva dona es van haver d'exiliar als Països Baixos. Allà es va començar a publicar de nou. Després d'una pausa durant la guerra, a l'acabar el conflicte bél·lic va tornar a aparèixer, però aquesta vegada quinzenalment. L'Heroldo de Esperanto és considerat una de les publiacions més importants de la història del moviment esperantista.

## Obres de Teo Jung

### Originals
- La Alta kanto de L'Amo. Poema amb el que Teo Jung va guanyar la Flor Natural el 1926 als dotzens Jocs Florals Internacionals[3]
- Lando de L'Fantazio
- Ĉiu-Ĉiun. Autobiografia.
- Gudrun
- Sakuntala
- De muheddin ĝis mundilatin

### Traduccions
- La Ŝipĉarpentisto (Friedrich Gerstäcker)
- En Okcidento nenio nova (Erich Maria Remarque). En català es coneix com Res de nou al front de l'oest.
- La vojo returne (Erich Maria Remarque). En català es coneix com El retorn.
- La Mistero de L'Sango (F. de Battaglio)